# Station Menen-Koekoek
Menen-Koekoek was een spoorweghalte in Menen op spoorlijn 69. De halte werd geopend op 22 mei 1932. Door de Tweede Wereldoorlog werd de halte niet bediend tussen 1940 en 1942. Op 5 oktober 1955 sloot de halte definitief.
0: Kortrijk ·
0,3: Kortrijk-West ·
1,6: Bissegem ·
5,1: Wevelgem ·
10,4: Menen ·
12,2: Menen-Koekoek ·
15,6: Wervik ·
17,5: Comines-Hospice ·
19,2: Komen ·
22,8: Houthem ·
24,6: Hollebeke ·
28,5: Zillebeke ·
31,9: Ieper ·
35,7: Vlamertinge ·
38,2: Brandhoek ·
42,0: Poperinge ·
48,0: Abele